# Radio 121
Radio 121 är en ultrakortvågsstation avsedd för telefonförbindelse på avstånd upp till 12 km. Vid anslutning till en högantenn ökar räckvidden.
Stationens huvuddelar är apparatenheten och kraftaggregat. Stationen kan stämmas av till 85 spärrade kanaler och är utförd för frekvensmodulering. Moduleringssystemet ger den fördelen att mottagaren är relativt okänslig för störningar, förutsatt att man inte har trafik på räckviddsfränsen. Därför kan man ofta upprätthålla även under svåra störningsförhållanden ett samband.
Utrustning till Ra 121 består i vanliga fall av handmikrotelefon och SM-omkopplare samt antenn, övrig utrustning kan förekomma.